# Ceratocephalus grayanus
Ceratocephalus grayanus is een pissebed uit de familie Sphaeromatidae. De wetenschappelijke naam van de soort is voor het eerst geldig gepubliceerd in 1877 door Woodward.